# Pedro de Morais Neto
Pedro de Morais Neto é um diplomata e uma figura militar angolana. De 1994 a 2008, foi Chefe da Força Aérea Nacional de Angola. Em 16 de janeiro de 2008, Neto tornou-se embaixador na Zâmbia, apresentando as suas credenciais ao presidente da Zâmbia, Levy Mwanawasa.